# Гулебкі
Гулебкі (рос. Гулебки) — село Акушинського району, Дагестану Росії. Входить до складу муніципального утворення Сільрада Цугнинська.
Населення — 386 (2010).

## Населення
За даними перепису населення 2002 року в селі мешкало 460 осіб. У тому числі 220 (47,83 %) чоловіків та 240 (52,17 %) жінок.
Переважна більшість мешканців — даргинці (100 % від усіх мешканців). У селі переважає сирхінсько-тантинська мова.